# Museu de História e Arte Sacra de Santarém
O Museu de História e Arte Sacra de Santarém é um museu brasileiro de arte sacra na cidade de Santarém, Pará. Foi inagurado em 22 de junho de 2003, no 342º aniversário da fundação de Santarém.

## Histórico
O Museu de Arte Sacra faz parte do complexo da Matriz de Santarém, juntamente com a Cúria Diocesana, o Centro Diocesano de Pastoral e a Casa Paroquial. Ocupa um imóvel do século XIX, que serviu como residência de Domingos Veloso, mais conhecido como "Mingote", figura popular na região, e também como estabelecimento comercial, antes de ser adquirido pela Paróquia de Nossa Senhora da Conceição. A ideia inicial era converter o prédio numa "barraca permanente" na Festa de Nossa Senhora da Conceição, padroeira de Santarém, mas após uma reforma interna, por determinação do bispo, Dom Lino Vombömmel, o andar térreo foi transformado num salão paroquial e construídas salas em andares superiores para fins de reunião e catequese. Do prédio original, restou apenas a fachada.
Finalmente, Dom Lino decidiu que no local do salão paroquial seria instalado o Museu de Arte Sacra, tarefa delegada ao pároco da catedral, padre Carlos Figueiredo e seu auxiliar, padre Sidney Canto. Inicialmente, a inauguração foi marcada para 17 de novembro de 2002, coincidindo com o 90º aniversário dos falecidos Dom Tiago Ryan e do maestro Wilson Fonseca, mas que por razões orçamentárias teve que ser adiada para 22 de junho de 2003, 342º aniversário de Santarém e data do encerramento do IV Congresso Eucarístico Diocesano.
A administração é efetuada pela Fundação Cultural Dom Tiago Ryan.

## Acervo
O Museu de Arte Sacra foi criado para salvaguardar o acervo de cultura religiosa e documental da Diocese de Santarém, o qual viu-se ameaçado de destruição, extravio e roubo nas três últimas décadas do século XX. No museu, além de imagens sacras, objetos de culto, indumentárias e pinturas, foi reunida uma grande coleção de fotografias que documentam o passado da Igreja Católica e do município de Santarém.
Entre várias peças históricas, no museu encontra-se um sino de 1881, retirado de uma das torres da catedral após rachar e perder o som. Um crucifixo de madeira, datado de 1745, é uma obras mais antigas do acervo. Há também em exposição uma antiga berlinda utilizada por mais de duas décadas no círio de Nossa Senhora da Conceição, rodeada por parte da corda original do círio de 2009. Sobre a mesma, encontra-se uma imagem da mesma santa em estilo barroco, datada do século XVIII, a qual era levada em procissão nos círios da década de 1940. Finalmente, um outro sino, datado de 1895 e que pertenceu a antiga Capela de São Sebastião no bairro da Prainha, demolida, é o único objeto sobrevivente de um dos cenários do filme britânico The End of the River (1947), onde aparece badalando na cena do casamento de Teresa, personagem de Bibi Ferreira.
O museu também apresenta vários ex-votos, objetos representando graças alcançadas, que são escolhidos para exibição após a bênção do padre.
Um órgão em exposição, data da década de 1960 e chegou a ser tocado pelo maestro Wilson Fonseca.

## Visitação
O museu pode ser visitado de terça a sábado, das 8h às 11:30h. Escolas e demais entidades podem agendar visitações em outros horários. É cobrada uma entrada simbólica.
O espaço é dividido em cinco setores, dedicados a mostras específicas:
- Imagens sacras
- Congregação das Irmãs Missionárias da Imaculada Conceição
- Área da berlinda
- Setor dos metais
- Quadros